# کیم جه-هوا
این یک نام کره‌ای است؛ نام خانوادگی کیم است.
کیم جه-هوا (کره‌ای: 김재화؛ زادهٔ ۱ سپتامبر ۱۹۸۰) بازیگر اهل کره جنوبی است.

## فیلم‌شناسی
- منتخب فیلم‌شناسی

### فیلم
- فرار از موگادیشو (۲۰۲۱)
- هارمونی (۲۰۱۰)

### مجموعه‌های تلویزیونی
- مرد بی‌گناه (کی‌بی‌اس۲، ۲۰۱۲)
- شهر بی‌رحم (جی‌تی‌بی‌سی، ۲۰۱۳)
- مدیر خوب (کی‌بی‌اس۲، ۲۰۱۷)

### مجموعه‌های اینترنتی
| سال  | عنوان       | نقش | منابع |
| ---- | ----------- | --- | ----- |
| ۲۰۲۲ | پادشاه صحرا |     | [ ۳ ] |

### برنامه‌های تلویزیونی
| سال       | عنوان    | شبکه   | نقش               | توضیحات | منابع |
| --------- | -------- | ------ | ----------------- | ------- | ----- |
| 2021–2022 | دختر هدف | اس‌بی‌اس | عضو گروه بازیگران | فصل ۱–۲ | [ ۴ ] |